# اینگرید پوستا
اینگرید پوستا (استونیایی: Ingrid Puusta؛ زادهٔ ۸ نوامبر ۱۹۹۰) قایقران قایق بادبانی اهل استونی است.